# Situ Panchen
Taï Sitou Rinpoché
Lekshe Mawai Nyima Pema Nyingche Wangpo
Situ Panchen dont le nom est Chögyi Jungney (tibétain : ཆོས་ཀྱི་འབྱུང་གནས, Wylie : chos kyi 'byung gnas, 7 janvier 1700-5 avril 1774), également connu comme 8e Taï Sitou Rinpoché (du chinois 大司徒, Dàsītú, « grand chancellier »), est un peintre, écrivain et médecin tibétain influent connu pour avoir été une figure notable dans l'histoire de la lignée Karma Kagyu et du[réf. nécessaire] royaume de Dergué. Ce royaume un des quatre grands tusi du Kham (chinois : 康区四大土司 ; pinyin : kāng qū sìdà tǔsī),, de culture Gyalrong.

## Biographie

### Bouddhiste
Il était un étudiant de Changchub Dorje , le 12e Karmapa et du maître nyingma Katok Tsewang Norbu. Il a également eu un rôle important dans l'acceptation de l'école Zhentong, un sous - courant philosophique du bouddhisme tibétain.
Il reconnut Dudul Dorje comme étant le 13e Karmapa, lequel devint son disciple.
Situ Panchen est considéré comme le fondateur du monastère de Palpung. Il a également été conseillé spirituel à la cour du royaume de Dergé.
L'imprimerie de Dergué, qu'il a créée avec l'aide du roi de Dergué, Tenpa Tsering, est une de ses œuvres célèbres. Le roi parraina la révision du Kangyur et du Tengyur, le canon entier du bouddhisme.

### Scientifique
Situ Panchen était grammairien et écrivain et a laissé d'importants travaux sur la grammaire de la langue tibétaine . Un important travail de sa main était le Kangyur de Dergé.
Il était un innovateur dans la médecine tibétaine.

### Artiste
Il était connu comme un maître peintre dans le style de Karma Gadri. Il a influencé plusieurs peintres chinois, parce que non seulement il a accordé une importance à la couleur et la forme, mais aussi à la composition. En 2009 fut organisée une exposition de son travail au Rubin Museum of Art à New York.